# Brachyglottis
 Brachyglottis  J.R.Forst. & G.Forst., 1776 è un genere di piante angiosperme dicotiledoni della famiglia delle Asteraceae (sottofamiglia Asteroideae).

## Etimologia
Il nome scientifico del genere è stato definito dai botanici Johann Reinhold Forster (1729-1798) e Johann Georg Adam Forster (1754-1794) nella pubblicazione " Characteres Generum Plantarum:quas in itinere ad insulas maris Australis, collegerunt, descripserunt, delinearunt, annis 1772-1775; Edition 2" ( Char. Gen. Pl., ed. 2. [91]) del 1776.

## Descrizione

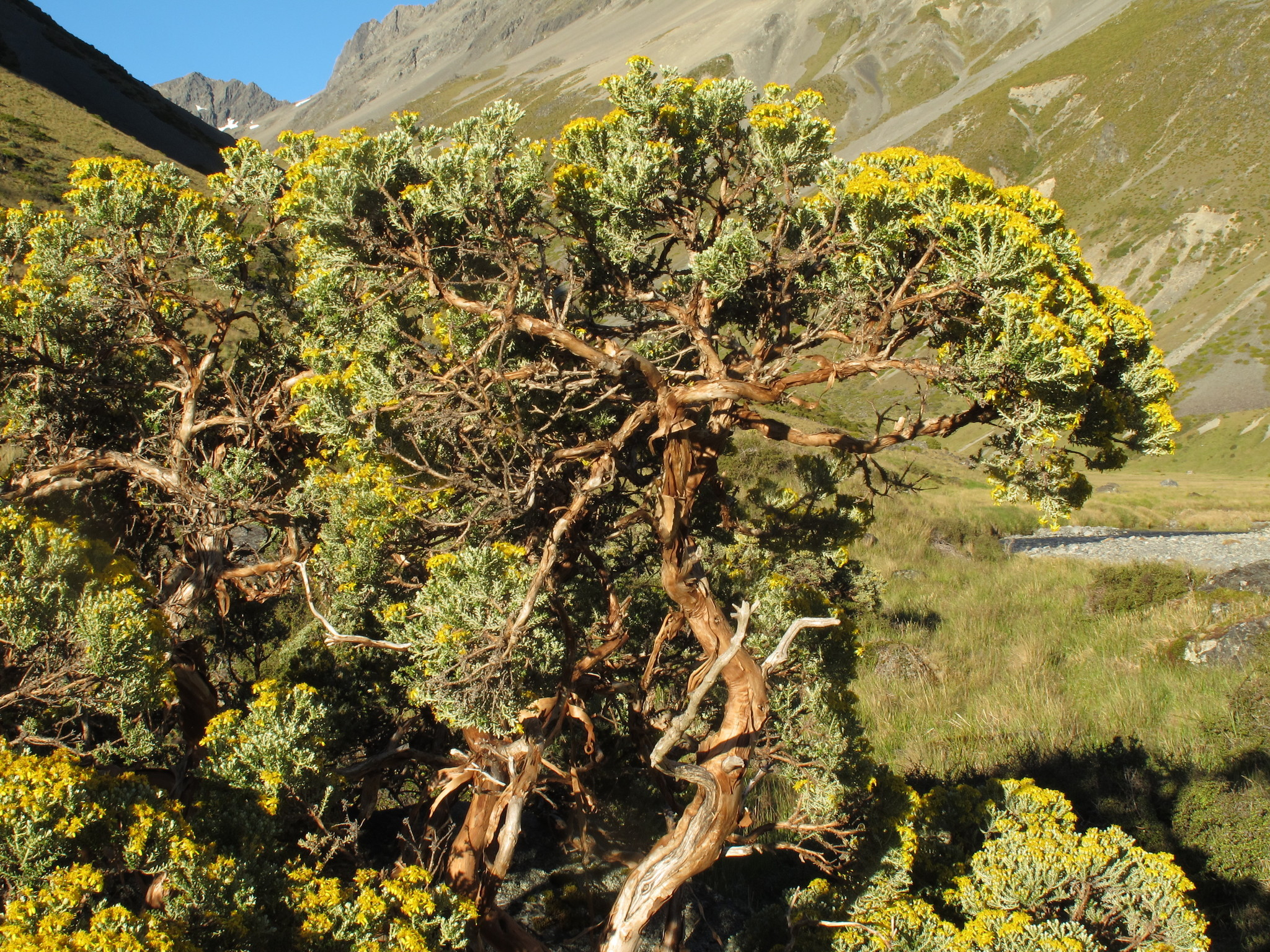
Il portamento
Brachyglottis cassinioides

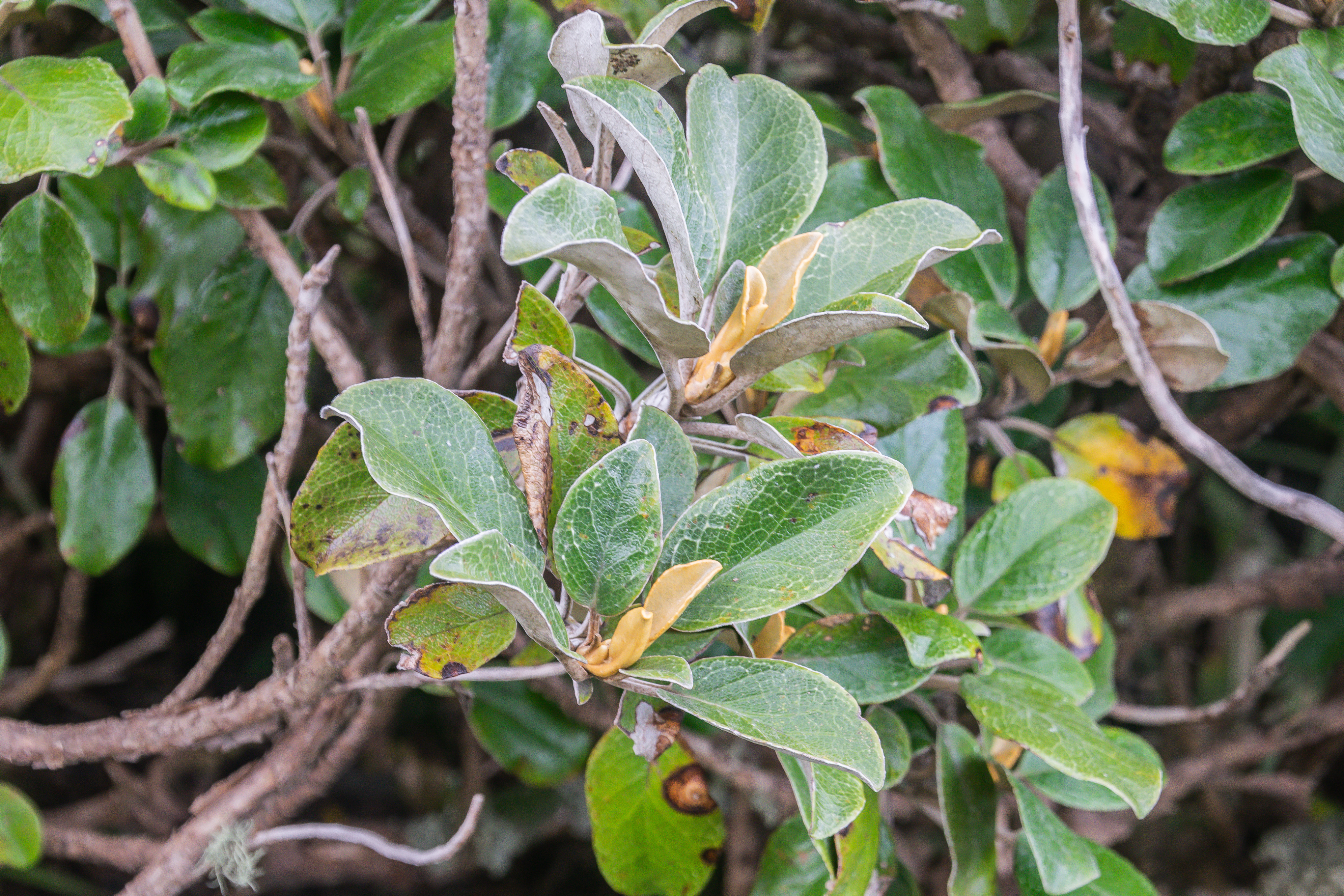
Le foglie
Brachyglottis elaeagnifolia

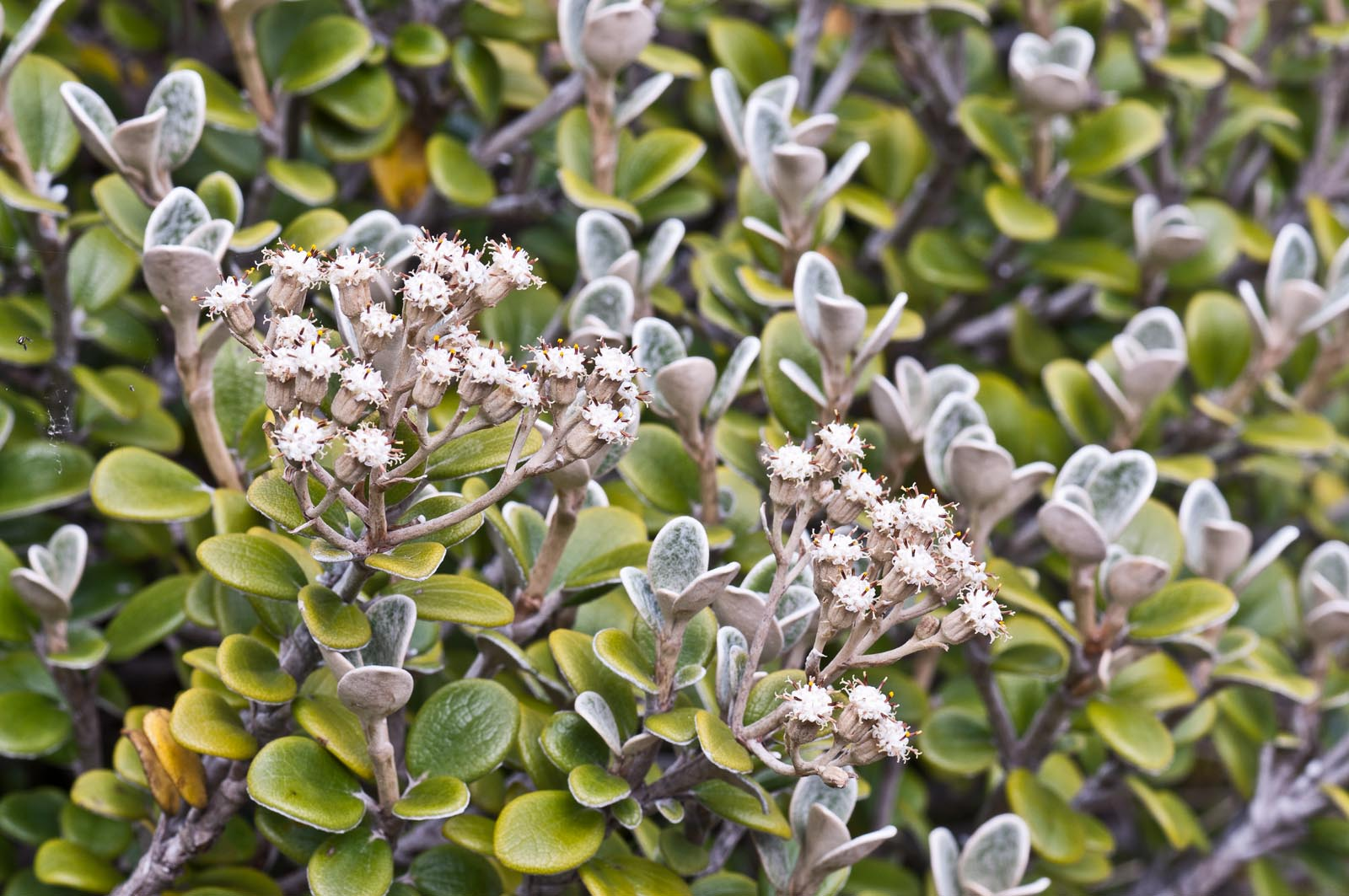
Infiorescenza
Brachyglottis bidwillii

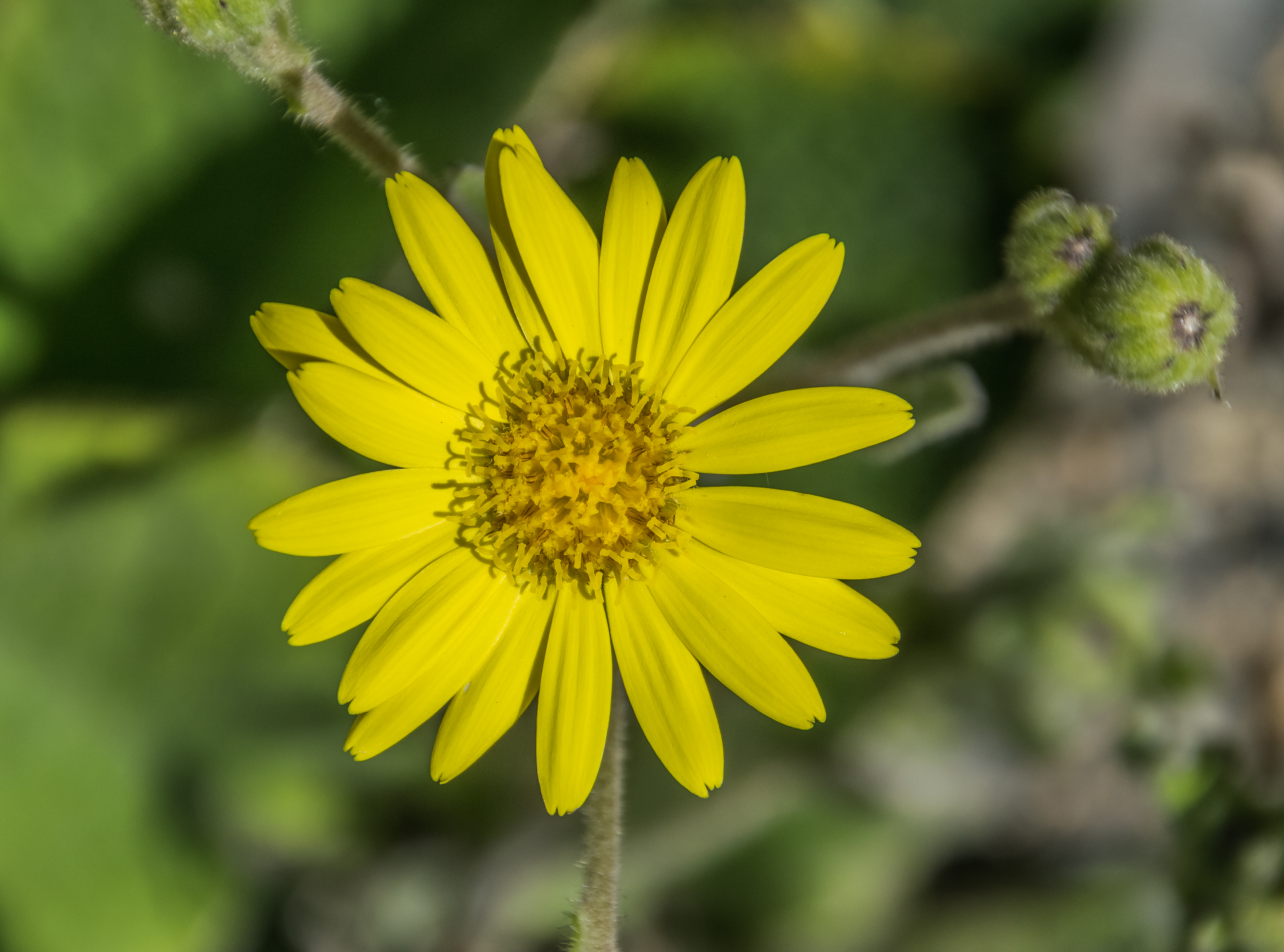
I fiori
Brachyglottis lagopus

Habitus. Le specie di questo genere hanno un habitus di tipo erbaceo perenne, oppure arbustivo (fino a piccoli alberi). Le superfici delle piante possono essere sia glabre che pubescenti per peli semplici oppure ghiandolari.
Radici. Le radici sono secondarie da rizoma; i rizomi in genere sono spessi.
Fusto. La parte aerea in genere è eretta, semplice o ramosa.
Foglie. Le foglie sono sia basali (rosulate) che cauline disposte in modo alternato e sono picciolate o sessili (quelle superiori). Il contorno della lamina è intero o lobato. La consistenza della foglia varia da erbacea a coriacea e a volte è succulenta. La superficie è glabra oppure tomentosa (di sotto); le venature sono pennate.
Infiorescenza. Le sinflorescenze sono composte da diversi capolini solitari e scaposi o raccolti in formazioni corimbose. Le infiorescenze vere e proprie sono formate da un capolino terminale o laterale peduncolato di tipo radiato o disciforme. Alla base dell'involucro (la struttura principale del capolino) può essere presente un calice formato da alcune brattee fogliacee. I capolini sono formati da un involucro, con forme da cilindriche a campanulate (o spiralate), composto da 8 - 9 brattee, al cui interno un ricettacolo fa da base ai fiori di due tipi: quelli esterni del raggio e quelli più interni del disco. Le brattee, glabre o pelose, sono disposte in modo più o meno embricato su una o due serie e possono essere connate alla base. Il ricettacolo, a volte alveolato, è nudo (senza pagliette a protezione della base dei fiori); la forma è convessa, piatta o conica.
Fiori.  I fiori (da 8 a 17 per capolino) sono tetra-ciclici (formati cioè da 4 verticilli: calice – corolla – androceo – gineceo) e pentameri (calice e corolla formati da 5 elementi). Sono inoltre ermafroditi, più precisamente i fiori del raggio (quelli ligulati e zigomorfi) sono femminili; mentre quelli del disco centrale (tubulosi e actinomorfi) sono bisessuali o a volte funzionalmente maschili.
- Formula fiorale:

*/x K {\displaystyle \infty }, [C (5), A (5)], G 2 (infero), achenio
- Calice: i sepali del calice sono ridotti ad una coroncina di squame.
- Corolla: nella parte inferiore i petali della corolla sono saldati insieme e formano un tubo. In particolare le corolle dei fiori del disco centrale (tubulosi) terminano con delle fauci dilatate a raggiera con cinque brevi lobi più o meno patenti. Nella corolla dei fiori periferici (ligulati) il tubo si trasforma in un prolungamento da ligulato a filiforme, terminante più o meno con cinque dentelli. Il colore delle corolle è giallo, crema o bianco.
- Androceo: gli stami sono 5 con dei filamenti liberi. La parte basale del collare dei filamenti può essere dilatata. Le antere invece sono saldate fra di loro e formano un manicotto che circonda lo stilo. Le antere sono codate oppure sono sagittate o anche minutamente auricolate; a volte sono presenti delle appendici apicali che possono avere varie forme (principalmente lanceolate). La struttura delle antere è di tipo tetrasporangiato, raramente sono bisporangiate. Il tessuto endoteciale è polarizzato. Il polline è tricolporato (tipo "helianthoid").[10]
- Gineceo: lo stilo è biforcato con due stigmi nella parte apicale. Gli stigmi hanno una forma variabile da subtroncata a ottusa; possono essere ricoperti da minute papille o avere dei penicilli apicali. Le superfici stigmatiche sono continue.  L'ovario è infero uniloculare formato da 2 carpelli.

Frutti. I frutti sono degli acheni con pappo. La forma degli acheni è più o meno oblunga (compressa o affusolata); la superficie è percorsa da diverse coste longitudinali e può essere glabra o pubescente. In alcuni casi sono presenti alcuni canali resiniferi. Non sempre il carpoforo è distinguibile. Il pappo è formato da numerose setole snelle, bianche e persistenti.

## Biologia
Impollinazione: l'impollinazione avviene tramite insetti (impollinazione entomogama tramite farfalle diurne e notturne).

Riproduzione: la fecondazione avviene fondamentalmente tramite l'impollinazione dei fiori (vedi sopra).

Dispersione: i semi (gli acheni) cadendo a terra sono successivamente dispersi soprattutto da insetti tipo formiche (disseminazione mirmecoria). In questo tipo di piante avviene anche un altro tipo di dispersione: zoocoria. Infatti gli uncini delle brattee dell'involucro (se presenti) si agganciano ai peli degli animali di passaggio disperdendo così anche su lunghe distanze i semi della pianta. Inoltre per merito del pappo il vento può trasportare i semi anche a distanza di alcuni chilometri (disseminazione anemocora).

## Distribuzione e habitat
Le specie di questo genere sono distribuite in Nuova Zelanda.

## Tassonomia
La famiglia di appartenenza di questa voce (Asteraceae o Compositae, nomen conservandum) probabilmente originaria del Sud America, è la più numerosa del mondo vegetale, comprende oltre 23.000 specie distribuite su 1.535 generi, oppure 22.750 specie e 1.530 generi secondo altre fonti (una delle checklist più aggiornata elenca fino a 1.679 generi). La famiglia attualmente (2021) è divisa in 16 sottofamiglie; la sottofamiglia Asteroideae è una di queste e rappresenta l'evoluzione più recente di tutta la famiglia.

### Filogenesi
Il genere di questa voce è descritto nella sottotribù Brachyglottidinae della tribù Senecioneae (una delle 21 tribù della sottofamiglia Asteroideae). La sottotribù, dopo le analisi di tipo filogenetico sul DNA del plastidio (Pelser et al., 2007), è risultata in posizione politomica insieme alle sottotribù Tussilagininae, Chersodominae e il "gruppo fratello" formato dalle sottotribù Othonninae e Senecioninae. La monofilia della Brachyglottidinae è ben supportata dalle analisi di tipo filogenetico del DNA e include il subclade australiano formato dalla maggior parte dei generi della sottotribù; a questo clade vanno aggiunti alcuni generi isolati geograficamente (Sudamerica e Sudafrica).
Il genere di questa voce appartiene al subclade australiano e si presenta altamente parafiletico. Brachyglottis potrebbe dover essere circoscritto alle sole specie arboree (B. repanda J.R. Frost & G. Frost e B. arborescens W.R.B. Oliv., mentre quelle prevalentemente arbustive ed erbacee potrebbero appartenere a quattro generi diversi (Brachyglottis da 1 a 4 nel cladogramma). Il cladogramma tratto dallo studio citato e semplificato mostra l'attuale conoscenza della struttura filogenetica della sottotribù.
|  | Traversia, Brachyglottis-3 |
|  |                            |
|  | Centropappus, Bedfordia    |
|  |                            |

|  | B. repanda, B. arborescens (Brachyglottis s.str.) |
|  |                                                   |
|  | Haastia, Brachyglottis-4                          |
|  |                                                   |

|  | Traversia, Brachyglottis-3 |
|  |                            |
|  | Centropappus, Bedfordia    |
|  |                            |

|  | B. repanda, B. arborescens (Brachyglottis s.str.) |
|  |                                                   |
|  | Haastia, Brachyglottis-4                          |
|  |                                                   |

|  | Traversia, Brachyglottis-3 |
|  |                            |
|  | Centropappus, Bedfordia    |
|  |                            |

|  | B. repanda, B. arborescens (Brachyglottis s.str.) |
|  |                                                   |
|  | Haastia, Brachyglottis-4                          |
|  |                                                   |

|  | Traversia, Brachyglottis-3 |
|  |                            |
|  | Centropappus, Bedfordia    |
|  |                            |

|  | B. repanda, B. arborescens (Brachyglottis s.str.) |
|  |                                                   |
|  | Haastia, Brachyglottis-4                          |
|  |                                                   |

|  | Traversia, Brachyglottis-3 |
|  |                            |
|  | Centropappus, Bedfordia    |
|  |                            |

|  | B. repanda, B. arborescens (Brachyglottis s.str.) |
|  |                                                   |
|  | Haastia, Brachyglottis-4                          |
|  |                                                   |

|  | Traversia, Brachyglottis-3 |
|  |                            |
|  | Centropappus, Bedfordia    |
|  |                            |

|  | B. repanda, B. arborescens (Brachyglottis s.str.) |
|  |                                                   |
|  | Haastia, Brachyglottis-4                          |
|  |                                                   |

|  | Traversia, Brachyglottis-3 |
|  |                            |
|  | Centropappus, Bedfordia    |
|  |                            |

|  | B. repanda, B. arborescens (Brachyglottis s.str.) |
|  |                                                   |
|  | Haastia, Brachyglottis-4                          |
|  |                                                   |

|  | Traversia, Brachyglottis-3 |
|  |                            |
|  | Centropappus, Bedfordia    |
|  |                            |

|  | B. repanda, B. arborescens (Brachyglottis s.str.) |
|  |                                                   |
|  | Haastia, Brachyglottis-4                          |
|  |                                                   |

|  | Traversia, Brachyglottis-3 |
|  |                            |
|  | Centropappus, Bedfordia    |
|  |                            |

|  | B. repanda, B. arborescens (Brachyglottis s.str.) |
|  |                                                   |
|  | Haastia, Brachyglottis-4                          |
|  |                                                   |

|  | Traversia, Brachyglottis-3 |
|  |                            |
|  | Centropappus, Bedfordia    |
|  |                            |

|  | B. repanda, B. arborescens (Brachyglottis s.str.) |
|  |                                                   |
|  | Haastia, Brachyglottis-4                          |
|  |                                                   |

|  | Traversia, Brachyglottis-3 |
|  |                            |
|  | Centropappus, Bedfordia    |
|  |                            |

|  | B. repanda, B. arborescens (Brachyglottis s.str.) |
|  |                                                   |
|  | Haastia, Brachyglottis-4                          |
|  |                                                   |

|  | Traversia, Brachyglottis-3 |
|  |                            |
|  | Centropappus, Bedfordia    |
|  |                            |

|  | B. repanda, B. arborescens (Brachyglottis s.str.) |
|  |                                                   |
|  | Haastia, Brachyglottis-4                          |
|  |                                                   |

|  | Traversia, Brachyglottis-3 |
|  |                            |
|  | Centropappus, Bedfordia    |
|  |                            |

|  | B. repanda, B. arborescens (Brachyglottis s.str.) |
|  |                                                   |
|  | Haastia, Brachyglottis-4                          |
|  |                                                   |

|  | Traversia, Brachyglottis-3 |
|  |                            |
|  | Centropappus, Bedfordia    |
|  |                            |

|  | B. repanda, B. arborescens (Brachyglottis s.str.) |
|  |                                                   |
|  | Haastia, Brachyglottis-4                          |
|  |                                                   |

|  | Traversia, Brachyglottis-3 |
|  |                            |
|  | Centropappus, Bedfordia    |
|  |                            |

|  | B. repanda, B. arborescens (Brachyglottis s.str.) |
|  |                                                   |
|  | Haastia, Brachyglottis-4                          |
|  |                                                   |

|  | Traversia, Brachyglottis-3 |
|  |                            |
|  | Centropappus, Bedfordia    |
|  |                            |

|  | B. repanda, B. arborescens (Brachyglottis s.str.) |
|  |                                                   |
|  | Haastia, Brachyglottis-4                          |
|  |                                                   |

|  | Traversia, Brachyglottis-3 |
|  |                            |
|  | Centropappus, Bedfordia    |
|  |                            |

|  | B. repanda, B. arborescens (Brachyglottis s.str.) |
|  |                                                   |
|  | Haastia, Brachyglottis-4                          |
|  |                                                   |

|  | Traversia, Brachyglottis-3 |
|  |                            |
|  | Centropappus, Bedfordia    |
|  |                            |

|  | B. repanda, B. arborescens (Brachyglottis s.str.) |
|  |                                                   |
|  | Haastia, Brachyglottis-4                          |
|  |                                                   |

|  | Traversia, Brachyglottis-3 |
|  |                            |
|  | Centropappus, Bedfordia    |
|  |                            |

|  | B. repanda, B. arborescens (Brachyglottis s.str.) |
|  |                                                   |
|  | Haastia, Brachyglottis-4                          |
|  |                                                   |

|  | Traversia, Brachyglottis-3 |
|  |                            |
|  | Centropappus, Bedfordia    |
|  |                            |

|  | B. repanda, B. arborescens (Brachyglottis s.str.) |
|  |                                                   |
|  | Haastia, Brachyglottis-4                          |
|  |                                                   |

|  | Traversia, Brachyglottis-3 |
|  |                            |
|  | Centropappus, Bedfordia    |
|  |                            |

|  | B. repanda, B. arborescens (Brachyglottis s.str.) |
|  |                                                   |
|  | Haastia, Brachyglottis-4                          |
|  |                                                   |

|  | Traversia, Brachyglottis-3 |
|  |                            |
|  | Centropappus, Bedfordia    |
|  |                            |

|  | B. repanda, B. arborescens (Brachyglottis s.str.) |
|  |                                                   |
|  | Haastia, Brachyglottis-4                          |
|  |                                                   |

|  | Traversia, Brachyglottis-3 |
|  |                            |
|  | Centropappus, Bedfordia    |
|  |                            |

|  | B. repanda, B. arborescens (Brachyglottis s.str.) |
|  |                                                   |
|  | Haastia, Brachyglottis-4                          |
|  |                                                   |

|  | Traversia, Brachyglottis-3 |
|  |                            |
|  | Centropappus, Bedfordia    |
|  |                            |

|  | B. repanda, B. arborescens (Brachyglottis s.str.) |
|  |                                                   |
|  | Haastia, Brachyglottis-4                          |
|  |                                                   |

|  | Traversia, Brachyglottis-3 |
|  |                            |
|  | Centropappus, Bedfordia    |
|  |                            |

|  | B. repanda, B. arborescens (Brachyglottis s.str.) |
|  |                                                   |
|  | Haastia, Brachyglottis-4                          |
|  |                                                   |

|  | Traversia, Brachyglottis-3 |
|  |                            |
|  | Centropappus, Bedfordia    |
|  |                            |

|  | B. repanda, B. arborescens (Brachyglottis s.str.) |
|  |                                                   |
|  | Haastia, Brachyglottis-4                          |
|  |                                                   |

|  | Traversia, Brachyglottis-3 |
|  |                            |
|  | Centropappus, Bedfordia    |
|  |                            |

|  | B. repanda, B. arborescens (Brachyglottis s.str.) |
|  |                                                   |
|  | Haastia, Brachyglottis-4                          |
|  |                                                   |

|  | Traversia, Brachyglottis-3 |
|  |                            |
|  | Centropappus, Bedfordia    |
|  |                            |

|  | B. repanda, B. arborescens (Brachyglottis s.str.) |
|  |                                                   |
|  | Haastia, Brachyglottis-4                          |
|  |                                                   |

|  | Traversia, Brachyglottis-3 |
|  |                            |
|  | Centropappus, Bedfordia    |
|  |                            |

|  | B. repanda, B. arborescens (Brachyglottis s.str.) |
|  |                                                   |
|  | Haastia, Brachyglottis-4                          |
|  |                                                   |

|  | Traversia, Brachyglottis-3 |
|  |                            |
|  | Centropappus, Bedfordia    |
|  |                            |

|  | B. repanda, B. arborescens (Brachyglottis s.str.) |
|  |                                                   |
|  | Haastia, Brachyglottis-4                          |
|  |                                                   |

|  | Traversia, Brachyglottis-3 |
|  |                            |
|  | Centropappus, Bedfordia    |
|  |                            |

|  | B. repanda, B. arborescens (Brachyglottis s.str.) |
|  |                                                   |
|  | Haastia, Brachyglottis-4                          |
|  |                                                   |

|  | Traversia, Brachyglottis-3 |
|  |                            |
|  | Centropappus, Bedfordia    |
|  |                            |

|  | B. repanda, B. arborescens (Brachyglottis s.str.) |
|  |                                                   |
|  | Haastia, Brachyglottis-4                          |
|  |                                                   |

|  | Traversia, Brachyglottis-3 |
|  |                            |
|  | Centropappus, Bedfordia    |
|  |                            |

|  | B. repanda, B. arborescens (Brachyglottis s.str.) |
|  |                                                   |
|  | Haastia, Brachyglottis-4                          |
|  |                                                   |

|  | Traversia, Brachyglottis-3 |
|  |                            |
|  | Centropappus, Bedfordia    |
|  |                            |

|  | B. repanda, B. arborescens (Brachyglottis s.str.) |
|  |                                                   |
|  | Haastia, Brachyglottis-4                          |
|  |                                                   |

|  | Traversia, Brachyglottis-3 |
|  |                            |
|  | Centropappus, Bedfordia    |
|  |                            |

|  | B. repanda, B. arborescens (Brachyglottis s.str.) |
|  |                                                   |
|  | Haastia, Brachyglottis-4                          |
|  |                                                   |

|  | Traversia, Brachyglottis-3 |
|  |                            |
|  | Centropappus, Bedfordia    |
|  |                            |

|  | B. repanda, B. arborescens (Brachyglottis s.str.) |
|  |                                                   |
|  | Haastia, Brachyglottis-4                          |
|  |                                                   |

|  | Traversia, Brachyglottis-3 |
|  |                            |
|  | Centropappus, Bedfordia    |
|  |                            |

|  | B. repanda, B. arborescens (Brachyglottis s.str.) |
|  |                                                   |
|  | Haastia, Brachyglottis-4                          |
|  |                                                   |

|  | Traversia, Brachyglottis-3 |
|  |                            |
|  | Centropappus, Bedfordia    |
|  |                            |

|  | B. repanda, B. arborescens (Brachyglottis s.str.) |
|  |                                                   |
|  | Haastia, Brachyglottis-4                          |
|  |                                                   |

|  | Traversia, Brachyglottis-3 |
|  |                            |
|  | Centropappus, Bedfordia    |
|  |                            |

|  | B. repanda, B. arborescens (Brachyglottis s.str.) |
|  |                                                   |
|  | Haastia, Brachyglottis-4                          |
|  |                                                   |

|  | Traversia, Brachyglottis-3 |
|  |                            |
|  | Centropappus, Bedfordia    |
|  |                            |

|  | B. repanda, B. arborescens (Brachyglottis s.str.) |
|  |                                                   |
|  | Haastia, Brachyglottis-4                          |
|  |                                                   |

|  | Traversia, Brachyglottis-3 |
|  |                            |
|  | Centropappus, Bedfordia    |
|  |                            |

|  | B. repanda, B. arborescens (Brachyglottis s.str.) |
|  |                                                   |
|  | Haastia, Brachyglottis-4                          |
|  |                                                   |

|  | Traversia, Brachyglottis-3 |
|  |                            |
|  | Centropappus, Bedfordia    |
|  |                            |

|  | B. repanda, B. arborescens (Brachyglottis s.str.) |
|  |                                                   |
|  | Haastia, Brachyglottis-4                          |
|  |                                                   |

|  | Traversia, Brachyglottis-3 |
|  |                            |
|  | Centropappus, Bedfordia    |
|  |                            |

|  | B. repanda, B. arborescens (Brachyglottis s.str.) |
|  |                                                   |
|  | Haastia, Brachyglottis-4                          |
|  |                                                   |

|  | Traversia, Brachyglottis-3 |
|  |                            |
|  | Centropappus, Bedfordia    |
|  |                            |

|  | B. repanda, B. arborescens (Brachyglottis s.str.) |
|  |                                                   |
|  | Haastia, Brachyglottis-4                          |
|  |                                                   |

|  | Traversia, Brachyglottis-3 |
|  |                            |
|  | Centropappus, Bedfordia    |
|  |                            |

|  | B. repanda, B. arborescens (Brachyglottis s.str.) |
|  |                                                   |
|  | Haastia, Brachyglottis-4                          |
|  |                                                   |

|  | Traversia, Brachyglottis-3 |
|  |                            |
|  | Centropappus, Bedfordia    |
|  |                            |

|  | B. repanda, B. arborescens (Brachyglottis s.str.) |
|  |                                                   |
|  | Haastia, Brachyglottis-4                          |
|  |                                                   |

|  | Traversia, Brachyglottis-3 |
|  |                            |
|  | Centropappus, Bedfordia    |
|  |                            |

|  | B. repanda, B. arborescens (Brachyglottis s.str.) |
|  |                                                   |
|  | Haastia, Brachyglottis-4                          |
|  |                                                   |

|  | Traversia, Brachyglottis-3 |
|  |                            |
|  | Centropappus, Bedfordia    |
|  |                            |

|  | B. repanda, B. arborescens (Brachyglottis s.str.) |
|  |                                                   |
|  | Haastia, Brachyglottis-4                          |
|  |                                                   |

|  | Traversia, Brachyglottis-3 |
|  |                            |
|  | Centropappus, Bedfordia    |
|  |                            |

|  | B. repanda, B. arborescens (Brachyglottis s.str.) |
|  |                                                   |
|  | Haastia, Brachyglottis-4                          |
|  |                                                   |

|  | Traversia, Brachyglottis-3 |
|  |                            |
|  | Centropappus, Bedfordia    |
|  |                            |

|  | B. repanda, B. arborescens (Brachyglottis s.str.) |
|  |                                                   |
|  | Haastia, Brachyglottis-4                          |
|  |                                                   |

|  | Traversia, Brachyglottis-3 |
|  |                            |
|  | Centropappus, Bedfordia    |
|  |                            |

|  | B. repanda, B. arborescens (Brachyglottis s.str.) |
|  |                                                   |
|  | Haastia, Brachyglottis-4                          |
|  |                                                   |

|  | Traversia, Brachyglottis-3 |
|  |                            |
|  | Centropappus, Bedfordia    |
|  |                            |

|  | B. repanda, B. arborescens (Brachyglottis s.str.) |
|  |                                                   |
|  | Haastia, Brachyglottis-4                          |
|  |                                                   |

|  | Traversia, Brachyglottis-3 |
|  |                            |
|  | Centropappus, Bedfordia    |
|  |                            |

|  | B. repanda, B. arborescens (Brachyglottis s.str.) |
|  |                                                   |
|  | Haastia, Brachyglottis-4                          |
|  |                                                   |

|  | Traversia, Brachyglottis-3 |
|  |                            |
|  | Centropappus, Bedfordia    |
|  |                            |

|  | B. repanda, B. arborescens (Brachyglottis s.str.) |
|  |                                                   |
|  | Haastia, Brachyglottis-4                          |
|  |                                                   |

|  | Traversia, Brachyglottis-3 |
|  |                            |
|  | Centropappus, Bedfordia    |
|  |                            |

|  | B. repanda, B. arborescens (Brachyglottis s.str.) |
|  |                                                   |
|  | Haastia, Brachyglottis-4                          |
|  |                                                   |

|  | Traversia, Brachyglottis-3 |
|  |                            |
|  | Centropappus, Bedfordia    |
|  |                            |

|  | B. repanda, B. arborescens (Brachyglottis s.str.) |
|  |                                                   |
|  | Haastia, Brachyglottis-4                          |
|  |                                                   |

|  | Traversia, Brachyglottis-3 |
|  |                            |
|  | Centropappus, Bedfordia    |
|  |                            |

|  | B. repanda, B. arborescens (Brachyglottis s.str.) |
|  |                                                   |
|  | Haastia, Brachyglottis-4                          |
|  |                                                   |

|  | Traversia, Brachyglottis-3 |
|  |                            |
|  | Centropappus, Bedfordia    |
|  |                            |

|  | B. repanda, B. arborescens (Brachyglottis s.str.) |
|  |                                                   |
|  | Haastia, Brachyglottis-4                          |
|  |                                                   |

|  | Traversia, Brachyglottis-3 |
|  |                            |
|  | Centropappus, Bedfordia    |
|  |                            |

|  | B. repanda, B. arborescens (Brachyglottis s.str.) |
|  |                                                   |
|  | Haastia, Brachyglottis-4                          |
|  |                                                   |

|  | Traversia, Brachyglottis-3 |
|  |                            |
|  | Centropappus, Bedfordia    |
|  |                            |

|  | B. repanda, B. arborescens (Brachyglottis s.str.) |
|  |                                                   |
|  | Haastia, Brachyglottis-4                          |
|  |                                                   |

|  | Traversia, Brachyglottis-3 |
|  |                            |
|  | Centropappus, Bedfordia    |
|  |                            |

|  | B. repanda, B. arborescens (Brachyglottis s.str.) |
|  |                                                   |
|  | Haastia, Brachyglottis-4                          |
|  |                                                   |

|  | Traversia, Brachyglottis-3 |
|  |                            |
|  | Centropappus, Bedfordia    |
|  |                            |

|  | B. repanda, B. arborescens (Brachyglottis s.str.) |
|  |                                                   |
|  | Haastia, Brachyglottis-4                          |
|  |                                                   |

|  | Traversia, Brachyglottis-3 |
|  |                            |
|  | Centropappus, Bedfordia    |
|  |                            |

|  | B. repanda, B. arborescens (Brachyglottis s.str.) |
|  |                                                   |
|  | Haastia, Brachyglottis-4                          |
|  |                                                   |

|  | Traversia, Brachyglottis-3 |
|  |                            |
|  | Centropappus, Bedfordia    |
|  |                            |

|  | B. repanda, B. arborescens (Brachyglottis s.str.) |
|  |                                                   |
|  | Haastia, Brachyglottis-4                          |
|  |                                                   |

I caratteri distintivi del genere  Brachyglottis sono:
- il portamento è sia erbaceo che arboreo/arbustivo;
- le foglie hanno delle forme da ellittico-oblunghe a obovate (a volte sono coriacee e tomentose di sotto);
- sono presenti foglie rosulate, intere con venatura pennata.

Questo genere si compone attualmente di 31 specie. Il numero cromosomico delle specie di questo genere è: 2n = 60 .